# Тунџа
Тунџа је река која протиче кроз Бугарску и Турску, највећа лева притока реке Марице и једна од главних река у Бугарској.
Дуга је 390 km (од чега 350 km у Бугарској), са површином слива од 7.900 km². Извире на јужним падинама највишег врха Старе планине (Ботев раније Јумрукчал). Просечан проток воде у доњем току је око 40 m³/s. Користи се за наводњавање. На ушћу реке Тунџе у Марицу лежи код града Једрене.